# امین احمدوف
امین احمدوف ورزشکار مرد رشتهٔ کشتی فرنگی متولد ۶ اکتبر ۱۹۸۶ در کشور آذربایجان است. از افتخارات وی میتوان به کسب مدال برنز وزن ۷۴ کیلوگرم فرنگی المپیک ۲۰۱۲ لندن اشاره کرد.